# Bridge Constructor
Bridge Constructor — це серія фізичних симуляторів-головоломок, розроблених компанією ClockStone та виданих Headup Games. Тематика та елементи змінюються в різних частинах серії, але основу кожної гри складає планування мосту через річку або ущелину за допомогою певної кількості деталей, обмежених геометрією простору та загальною вартістю деталей. Мета кожного сценарію — переконатися, що один або кілька транспортних засобів, які їдуть по мосту, можуть безпечно дістатися до іншого берега.

## Історія

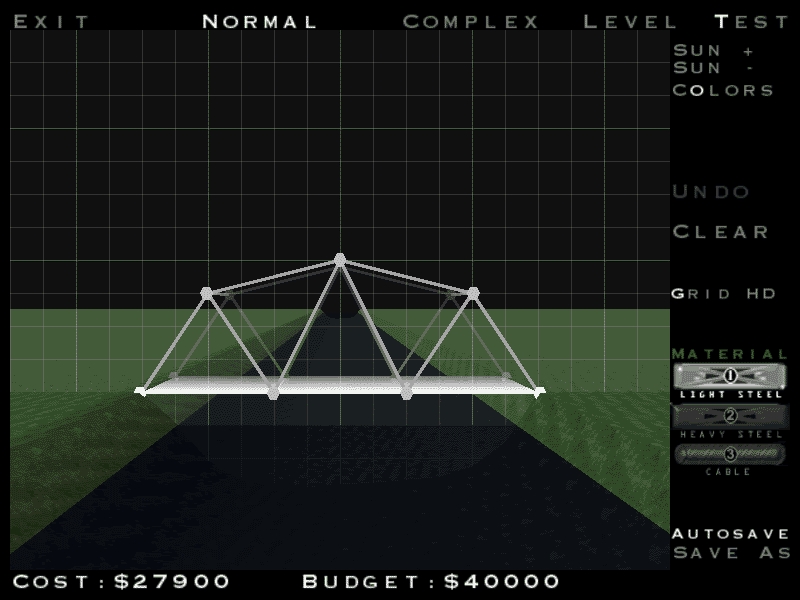
Pontifex за авторством chroniclogic (2001)

Першою грою Bridge Construct була Pontifex, а пізніше Pontifex 2, у 2001 році.

GIF-зображення, розміщене на Reddit, яке призвело до успіху Bridge Constructor у Північній Америці. На ньому зображено типовий ігровий процес серії: побудувавши міст на обмеженій ділянці, ви тестуєте його, пропустивши через нього транспортний засіб (у цьому випадку — автоцистерну).

Друга гра Bridge Constructor, однойменна з серією, була випущена для Microsoft Windows 1 грудня 2011 року. Попри те, що гра була доволі успішною в Європі й очолила там чарти додатків, у Північній Америці вона стала популярною лише після того, як у березні 2014 року на Reddit у субфорумі GamePhysics з'явився допис одного з гравців цієї гри. У дописі було розміщено GIF-зображення вантажівки, яка саме проїжджала мостом, коли той руйнувався під нею. Це викликало великий інтерес до гри, в результаті чого вона стала найбільш продаваною на iOS протягом 10 днів після публікації зображення. Headup Games взяла на себе ініціативу з продажу гри та перехресного просування інших ігор серії. За словами Грегора Еберта з Headup Games, до березня 2014 року гра отримала понад 27 мільйонів безкоштовних і платних завантажень, а також «гарне семизначне число» в платних продажах.

## Games

### Bridge Constructor Portal(2017)
Bridge Constructor Portal була анонсована в грудні 2017 року, реліз на мобільних і персональних комп'ютерах відбувся пізніше того ж місяця, а на консолях — у 2018 році. Розроблена за ліцензією Valve, гра ставить виклики в лабораторії Aperture з серії Portal під пильним наглядом штучного інтелекту GLaDOS. Гра використовує той самий основний геймплей попередніх ігор, але з елементами з серії ігор, такими як портали, турелі та інші особливості.

### Bridge Constructor: The Walking Dead(2020)
Bridge Constructor: The Walking Dead була анонсована в серпні 2020 року на Gamescom і вийшла 19 листопада 2020 року.